# Josep Maria Fusté
Josep Maria Fusté Blanch (født 15. april 1941 i Linyola, Spanien, død 20. april 2023) var en spansk  fodboldspiller (midtbane).
På klubplan repræsenterede Fusté i hele 12 år FC Barcelona. Han nåede at spille næsten 200 La Liga-kampe for klubben og var med til at vinde tre udgaver af pokalturneringen Copa del Rey samt to sejre i UEFA Messebyturneringen. Han spillede også for Osasuna og Hércules, inden han indstillede sin karriere i 1973.
Fusté spillede desuden otte kampe og scorede tre mål for det spanske landshold. Han blev europamester med Spanien ved EM 1964 på hjemmebane og deltog ved VM 1966 i England.

## Titler
Copa del Rey
- 1963, 1968 og 1971 med FC Barcelona

UEFA Messebyturnering
- 1966 og 1972 med FC Barcelona

EM
- 1964 med Spanien